# Desa Kamal (administrativ by i Indonesien, Jawa Tengah, lat -7,08, long 108,91)
Desa Kamal är en administrativ by i Indonesien.   Den ligger i provinsen Jawa Tengah, i den västra delen av landet, 250 km öster om huvudstaden Jakarta.